# 大阪府立農芸高等学校
大阪府立農芸高等学校（おおさかふりつ のうげい こうとうがっこう）は、大阪府堺市美原区に所在する公立の農業高等学校。

## 概要
府立の農業高等学校である。学科は、ハイテク農芸科、資源動物科、食品加工科の3科がある。ハイテク農芸科では植物栽培について、資源動物科では畜産や動物飼育について、食品加工科では食品加工技術について、それぞれ専門的に学ぶ。
敷地面積は約9万平方メートルあり、大阪府内の公立高校では2番目に広い。中に農場、果樹園、花園、ハウス、牛舎、鶏舎、豚舎、加工場などがある。農業高校としての特長を生かし、近隣の小学校と連携し、米作り体験や動物飼育体験などの交流もおこなっている。
飼育している牛の乳を使用した『農芸牛乳』、農芸高等学校のオリジナルブランドの『農芸ポーク』などが販売されている。また、高等学校で唯一アルパカを飼育している。毎年11月の第2日曜日に開催される文化祭（農芸祭）では生徒が制作した農産物を販売したり、動物達と触れ合いの場を提供している。
校章は、サクラの花びらと、イネの籾をデザインしたものである。サクラは国花として国、イネは農産物の代表として農業を表している。1940年、農芸学校として改称されたときに制定された。その後1948年の学制改革により農芸高等学校に改称されたことに伴い伴い、中心が「農」から「高」に変更された。
かつては定時制課程も併設されていたが、定時制課程は2005年度以降の募集を停止し、2008年3月限りで閉課程となった。

## 沿革
南河内郡黒山村・平尾村・丹南村・丹比村・野田村・大草村・日置荘村の7か村の学校組合が、1917年に大阪府黒山実業学校を設置したことに始まる。
開校当初は南河内郡黒山村阿弥に校舎があり、黒山高等小学校と校舎を共有していた。また黒山実業学校の女子部を母体とし、黒山高等実践女学校（現在の大阪府立登美丘高等学校）が1924年に開校している。
1929年には学校組合から大阪府に移管された。また1941年には現在地に移転している。
1948年の学制改革では大阪府立農芸高等学校に改編され、全日制と定時制を設置した。全日制課程では農業系学科を設置し、定時制課程では農業系学科と普通科を併設した。
また1948年には、大阪府立黒山高等学校（現在の大阪府立登美丘高等学校）の校舎が新制中学校・学校組合立黒山中学校に転用されたことに伴い、学校敷地内に黒山高等学校を同居させている。大阪府は、黒山高等学校と農芸高等学校を統合して総合制高等学校にする案を検討していた。黒山高等学校側は了承したものの、農芸高等学校側が独立校としての存続を強く希望したため、この案は実現しなかった。黒山高等学校は1952年4月に登美丘町の独立校舎に移転し、同時に大阪府立登美丘高等学校へと改称している。
定時制課程は1990年代に閉課程する計画もあったが、当時の閉課程計画は撤回されて存続することができた。その後2000年代に入って再び閉課程計画が持ち上がり、2005年には新入生の募集が停止された。定時制課程は、最終学年が卒業した2008年3月末日に閉課程となった。
また大阪府立横山高等学校の閉校）に伴い、2006年に同校園芸科の機能を統合している。

### 年表
- 1917年4月 - 大阪府南河内郡黒山村外六カ村学校組合として黒山実業学校設立認可。
- 1929年4月 - 大阪府に移管 大阪府立黒山農学校と改称。
- 1940年4月 - 大阪府立農芸学校と改称。
- 1941年 - 現在地に移転。
- 1948年4月1日 - 学制改革により、大阪府立農芸高等学校と改称。学校敷地内に大阪府立黒山高等学校が同居。
- 1948年9月23日 - 定時制課程を設置。
- 1952年4月 - 黒山高等学校が独立校舎に移転（移転と同時に登美丘高等学校に改称）。
- 1953年4月 - 全日制課程を農業科・農村工業科の2学科に改編。
- 1953年 - 学校敷地内に内に浪速大学農業短期大学部（のち大阪府立大学農業短期大学部）を併設。
- 1957年4月 - 農村工業科を食品加工科に改編。
- 1958年4月 - 全日制課程に畜産科を設置。
- 1964年3月31日 - 校内に併設していた大阪府立大学農業短期大学部が閉学。
- 1977年 - 定時制課程、園芸科と普通科を「くくり募集」とする。
- 1987年4月 - 畜産科を資源動物科に改編。
- 1998年 - 定時制課程、高校既卒者向けに園芸科目を開講する特別編入枠および聴講生制度を設置。
- 1989年4月 - 農芸科をハイテク農芸科に変更。
- 2005年 - 定時制課程を募集停止。
- 2006年 - 大阪府立横山高等学校（農業系学科）との機能統合。
- 2008年3月31日 - 定時制課程を閉課程。

## 出身者
- 宇野祥平 - 俳優
- 浜本広晃 - 漫才師（お笑いコンビ「テンダラー」）
- THE イナズマ戦隊 - バンド
- 沢田昭宏 - 競艇選手

## 学校関係者
- 松原喜之次 - 元衆議院議員。元教頭

## 交通
- 南海高野線 初芝駅より、南海バス 農芸高校前バス停。
- 近鉄南大阪線 河内松原駅より、近鉄バス 余部バス停。